# مراد توسون
مراد توسون (26 فبراير 1984 ببرلين الغربية في ألمانيا المحتلة من قبل قوات التحالف - ) هو لاعب كرة قدم تركي في مركز الهجوم. لعب مع عثمانلي سبور وقونيا سبور وكارسياكا ومانيساسبور ومعمورة العزيز سبور ونادي طرابزون سبور وSV Tasmania Berlin ‏ و1461 طرابزون وتنس بوروسيا برلين.

## وصلات خارجية
- مراد توسون على موقع اتحاد تركيا (لاعب) (الإنجليزية)
- مراد توسون على موقع قاعدة بيانات كرة القدم.إي يو (الإنجليزية)
- مراد توسون على موقع عالم كرة القدم.نت (الإنجليزية)